# Dogi
Dogi (Tacci), naziv za pleme američkih Indijanaca koji su bili prvio poznati stanovnici regije Piedmont u Virginiji, koje su kasnije nastanili plemena istoćne skupine sioun govornika. U vrijeme dolaska Johna Lederera 1670. koje on naziva imenom Dogi ili Tacci oni su veće bili nestali.
Očigledno nisu isto što i Doeg (Nanticoke).